# Unión Franco-Británica

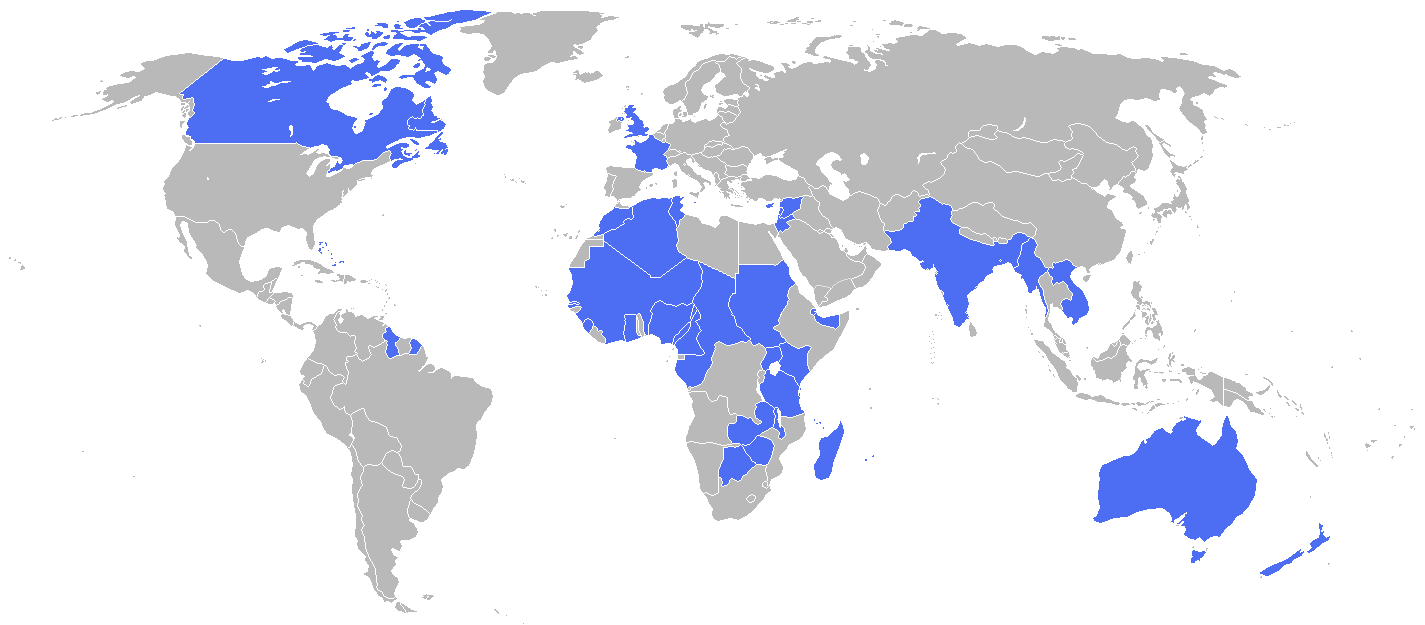
Carta de la Unión Franco-Británica como sugerido en 1940.

La Unión Franco-Británica es un concepto para una unión político entre los dos estados soberanos del Reino Unido y Francia. Tal unión fue propuesta durante ciertas crisis del siglo XX y tiene algunos precedentes históricos.

## Uniones históricas

### Inglaterra y Francia
Francia e Inglaterra han tenido lazos estrechos desde la conquista normanda, en la que Guillermo el Conquistador, el Duque de Normandía, se convirtió en rey de Inglaterra, al mismo tiempo con obligaciones feudales al reino de Francia.
De 1340 a 1360 y de 1369 en adelante, los reyes de Inglaterra usaron el título de "rey de Francia"; pero aunque Inglaterra generalmente tuvo éxito en su guerras con Francia, no se hizo ningún intento por hacer realidad el título durante ese período de tiempo.
La situación cambió con la invasión de Francia por el rey Enrique V de Inglaterra en 1415. En 1420, Inglaterra controlaba el norte de Francia, incluida la capital por la primera vez en 200 años. El rey Carlos VI de Francia se vio obligado a desheredar a su hijo, el delfín Carlos, en favor de Enrique V. Como Enrique falleció unos meses antes que el rey de Francia, su hijo Enrique VI fue proclamado rey de Inglaterra y de Francia desde 1422 por los ingleses y sus aliados, pero el Delfín retuvo el control sobre partes del centro y sur de Francia y reclamó la corona para sí mismo.
La lucha entre Inglaterra y Francia continuó durante más de veinte años, pero en 1453 los ingleses fueron expulsados de toda Francia excepto Calais, que se perdió en 1558 . Inglaterra también ocupó brevemente la ciudad de Dunkerque en 1658-1662. Los reyes de Inglaterra y sus reyes sucesores de Gran Bretaña, sin reclamo político asociado, continuaron usando el título de "rey de Francia" hasta 1801.

### Escocia y Francia
La cultura francesa se afianzó por primera vez en Escocia durante la Revolución davidiana, cuando el rey David I introdujo reformas del estilo continental en todos los aspectos de la vida escocesa: social, religiosa, económica y administrativa. También invitó a inmigrantes franceses y anglo-franceses a Escocia. Esto creó una aristocracia franco-escocesa, con lazos con la aristocracia francesa. A partir de las Guerras de Independencia de Escocia, como enemigos comunes de Inglaterra y su gobernante Casa de Plantagenet, Escocia y Francia comenzaron a disfrutar de una estrecha relación diplomática, la Auld Alliance, desde 1295 hasta 1560. Desde finales de la Edad Media hasta principios del Período Moderno, Escocia y sus burgos también se beneficiaron de estrechos vínculos económicos y comerciales con Francia, además de sus vínculos con los Países Bajos, Escandinavia y la región Báltica.
La perspectiva de la unión dinástica llegó en los siglos XV y XVI, cuando Margarita, la hija mayor de Jacobo I de Escocia, se casó con el futuro Luis XI de Francia. Jacobo V de Escocia se casó con dos novias francesas en sucesión. Su hija infantil, María I, lo sucedió a su muerte en 1542. Durante muchos años, el país estuvo gobernado bajo una regencia encabezada por su madre francesa, María de Guisa, quien logró casar a su hija con el futuro Francisco II de Francia . La joven pareja fue rey y reina de Francia y Escocia desde 1559 hasta la muerte de Francisco en 1560. Mary regresó a una Escocia agitada por la revuelta política y la revolución religiosa, lo que hizo imposible la continuación de la alianza.

## Conceptos modernos

### Entente cordiale(1904)
En abril de 1904, el Reino Unido y la Tercera República Francesa firmaron una serie de acuerdos, conocidos como Entente Cordiale, que marcaron el final de siglos de conflicto intermitente entre las dos potencias y el comienzo de un periodo de coexistencia pacífica.

### Segunda Guerra Mundial (1940)
En diciembre de 1939, Jean Monnet de la Misión Económica Francesa en Londres se convirtió en el jefe del Comité de Coordinación Anglo-Francés, que coordinó la planificación conjunta de las economías del tiempo de guerra de los dos países. Él esperaba para unos Estados Unidos de Europa posguerra y vio una unión política anglo-francesa como un paso hacia su objetivo. Discutió la idea con el primer ministro del Reino Unido Neville Chamberlain, Desmond Morton, el ayudante de Winston Churchill y otros funcionarios británicos.
En marzo de 1940, los gobiernos francés y británico acordaron que ninguno de los dos países buscaría una paz por separado con Alemania nazi por resulto de la derrota inminente de Francia en la Batalla de Francia. El Gabinete francés votó el 15 de junio para solicitar a Alemania los términos de un armisticio. Paul Reynaud, primer ministro de Francia al tiempo quiso continuar la guerra desde las colonias en el norte de África, y se vio obligado a presentar la propuesta al Gabinete de Guerra de Winston Churchill. Reynaud afirmó que tendría que dimitir si los británicos rechazaban la propuesta.
Los británicos se opusieron una rendición francesa y, en particular, una pérdida de la marina francesa a los alemanes, por lo que intentaron mantener a Reynaud en el cargo. El 14 de junio, el diplomático británico Robert Vansittart y Morton escribieron con Monnet y su adjunto René Pleven un borrador de propuesta de "Unión Franco-Británica". En la mañana del 16 de junio, el Gabinete de Guerra accedió a la solicitud de armisticio francés con la condición de que la flota francesa navegara a los puertos británicos.
La "Declaración de Unión" aprobada por el Gabinete de Británico declaró que;

France and Great Britain shall no longer be two nations, but one Franco-British Union. The constitution of the Union will provide for joint organs of defence, foreign, financial and economic policies. Every citizen of France will enjoy immediately citizenship of Great Britain, every British subject will become a citizen of France.

Winston Churchill y Charles de Gaulle llamaron a Reynaud para informarle sobre el documento y organizaron una reunión conjunta de los dos gobiernos en Concarneau al día siguiente. La declaración logró de su objetivo de animar a Reynaud, que veía la unión como la sola alternativa a la rendición y que ahora podía citar el rechazo británico al armisticio.
Sin embargo, otros líderes franceses se mostraron menos entusiastas. En la reunión del gabinete de las 5 pm, muchos lo llamaron un plan de última hora de los británicos para robar sus colonias y dijeron que "ser una provincia Nazi" era preferible a convertirse en un dominio británico . Philippe Pétain, líder del grupo pro armisticio y más tarde líder del estado cliente nazi de Vichy Francia, llamó a la unión "fusión con un cadáver". El presidente Albert Lebrun y algunos otros lo apoyaron, la oposición del gabinete sorprendió a Reynaud. Renunció esa noche sin realizar una votación formal sobre el sindicato o un armisticio.
Pétain formó un nuevo gobierno esa noche, que inmediatamente decidió pedirle a Alemania términos de armisticio. Los británicos cancelaron sus planes de viajar a Concarneau.

### Crisis de Suez (1956)
En septiembre de 1956, debido a un enemigo común durante la crisis de Suez, se creó un grupo de trabajo anglo-francés. El primer ministro francés, Guy Mollet, propuso una unión entre el Reino Unido y la Unión Francesa con Isabel II como Jefa de Estado y una ciudadanía común. Como alternativa, Mollet propuso que Francia se uniera a la Mancomunidad de Naciones . El primer ministro británico, Anthony Eden, rechazó ambas propuestas; Francia pasó a unirse al Tratado de Roma, que estableció la Comunidad Económica Europea y fortaleció la cooperación Franco-Alemana .
Cuando la propuesta de Mollet se hizo pública por primera vez en el Reino Unido el 15 de enero de 2007 a través de un artículo de Mike Thomson publicado en el sitio web de BBC News, recibió un tratamiento satírico en los medios de comunicación de ambos países incluido el nombre, acuñado por la BBC, de Frangleterre (un acrónimo de "France" y "Angleterre", la palabra francesa para Inglaterra). La emisora del Reino Unido declaró que la propuesta de Mollet se originó a partir de material recientemente desclasificado, argumentando que tales documentos de archivo no existen en Francia.